# Gruetli-Laager
Gruetli-Laager é uma cidade localizada no estado norte-americano de Tennessee, no Condado de Grundy.

## Demografia
Segundo o censo norte-americano de 2000, a sua população era de 1867 habitantes.
Em 2006, foi estimada uma população de 1892, um aumento de 25 (1.3%).

## Geografia
De acordo com o United States Census Bureau tem uma área de
32,2 km², dos quais 32,2 km² cobertos por terra e 0,0 km² cobertos por água.

## Localidades na vizinhança
O diagrama seguinte representa as localidades num raio de 16 km ao redor de Gruetli-Laager.